# Pürgen
Pürgen è un comune tedesco di 3 149 abitanti, situato nel land della Baviera.